# Sandra Neilson
Sandra („Sandy”) Lynn Neilson, później Bell (ur. 20 marca 1956 w Burbank) – amerykańska pływaczka. Wielokrotna medalistka olimpijska z Monachium.
Specjalizowała się w stylu dowolnym. W Monachium zdobyła trzy złote medale, w tym na 100 metrów kraulem. W wyścigu tym wyprzedziła zdecydowaną faworytkę Australijkę Shane Gould oraz swą rodaczkę Shirley Babashoff. Miała wówczas 16 lat. 

## Starty olimpijskie
Monachium 1972
- 100 m kraulem, 4 × 100 m kraulem, 4 × 100 m stylem zmiennym - złoto